# 邁倫
邁倫（德語：Meilen）是瑞士东北部苏黎世州迈伦区的首府和市镇，面積为11.93平方公里，海拔高度420米，2018年12月31日人口数为14,207人。